# 中田武司
中田武司（なかだ たけし、1934年10月13日- ）は、日本の国文学者、専修大学名誉教授。

## 人物・来歴
岐阜県高山市生まれ。1957年國學院大学文学部卒業、1959年同大学院国文学博士課程満期退学、1973年「王朝歌物語の研究」で文学博士の学位を取得。1966年専修大学文学部助教授、教授、理事・評議員。2004年定年退職、名誉教授。「武田祐吉博士記念賞」受賞。中古の和歌・物語が専門。

## 著書
- 『伊勢物語の研究 泉州本』白帝社、1968
- 『王朝歌物語の研究と新資料』桜楓社、1971
- 『古今和歌集の形成』桜楓社、1982.2
- 『古典籍への誘い』(専修大学図書館蔵古典籍影印叢刊）専修大学出版局、1983.7

### 共編著・校注・訳
- 『伊勢物語新解』狩野尾義衛共著、白帝社、1971
- 『大和物語』小林茂美共編、桜楓社、1974
- 『平仲物語』編、桜楓社、1977.1
- 『校注源氏物語若紫』編、武蔵野書院、1978.1
- 『源氏物語 若むらさき』編、専修大学出版局、1978.4
- 中院通勝『岷江入楚』全5巻　編「源氏物語古注集成」桜楓社、1980-83
- 『篝火・野分・行幸・藤袴』(影印校注古典叢書）校注、新典社、1984.4
- 『常用国語辞典』編、高橋書店、1984.7
- 『源氏物語 完訳』専修大学出版局、1986.8
- 『伊勢物語』(有精堂校注叢書) 校注、1986.9
- 『伊勢物語』(日本の文学. 古典編）校注・訳、ほるぷ出版、1986.9
- 『和歌題林抄』編、専修大学出版局、1989.4
- 『白馬節会研究と資料』編、桜楓社、1990.9
- 『古今和歌集』高橋良雄共編、桜楓社、1991.3
- 『元日節会研究と資料』編、おうふう、1994.12
- 藤原俊成『長秋詠藻 為世自筆本』(古典文庫 編、1994.12
- 『踏歌節会研究と資料』編、おうふう、1996.1
- 『古今和歌集』花山院師継 筆, 編、専修大学出版局、1996.4
- 『源氏物語の鑑賞と基礎知識 no.3』 (国文学「解釈と鑑賞」別冊)鈴木一雄 監修, 中田編、至文堂、1998.12
- 『田中大秀』全7巻 編、勉誠出版、2000-04
- 『変体仮名で読む源氏物語全和歌』井上八雲 編,監修、新典社、2010.5

## 論文
- <中田武司